# República Socialista Soviética de Georgia
La República Socialista Soviética de Georgia, abreviado como RSS de Georgia (en georgiano: საქართველოს საბჭოთა სოციალისტური რესპუბლიკა; en ruso: Грузинская Советская Социалистическая Республика), comúnmente referida como Georgia Soviética, fue una de las quince repúblicas constituyentes de la antigua Unión Soviética, desde 1936 hasta 1991.
Fue establecida como república socialista soviética el 25 de febrero de 1921. Desde el 12 de marzo de 1922 hasta el 5 de diciembre de 1936 perteneció a la república socialista federativa soviética de Transcaucasia junto con la RSS de Armenia y la RSS de Azerbaiyán. El 5 de noviembre de 1990 fue renombrada como República de Georgia. Permaneció en la Unión Soviética medio año más, hasta conseguir la independencia. Se conoce por ser la república de origen del conocido líder comunista Iósif Stalin.

## Historia

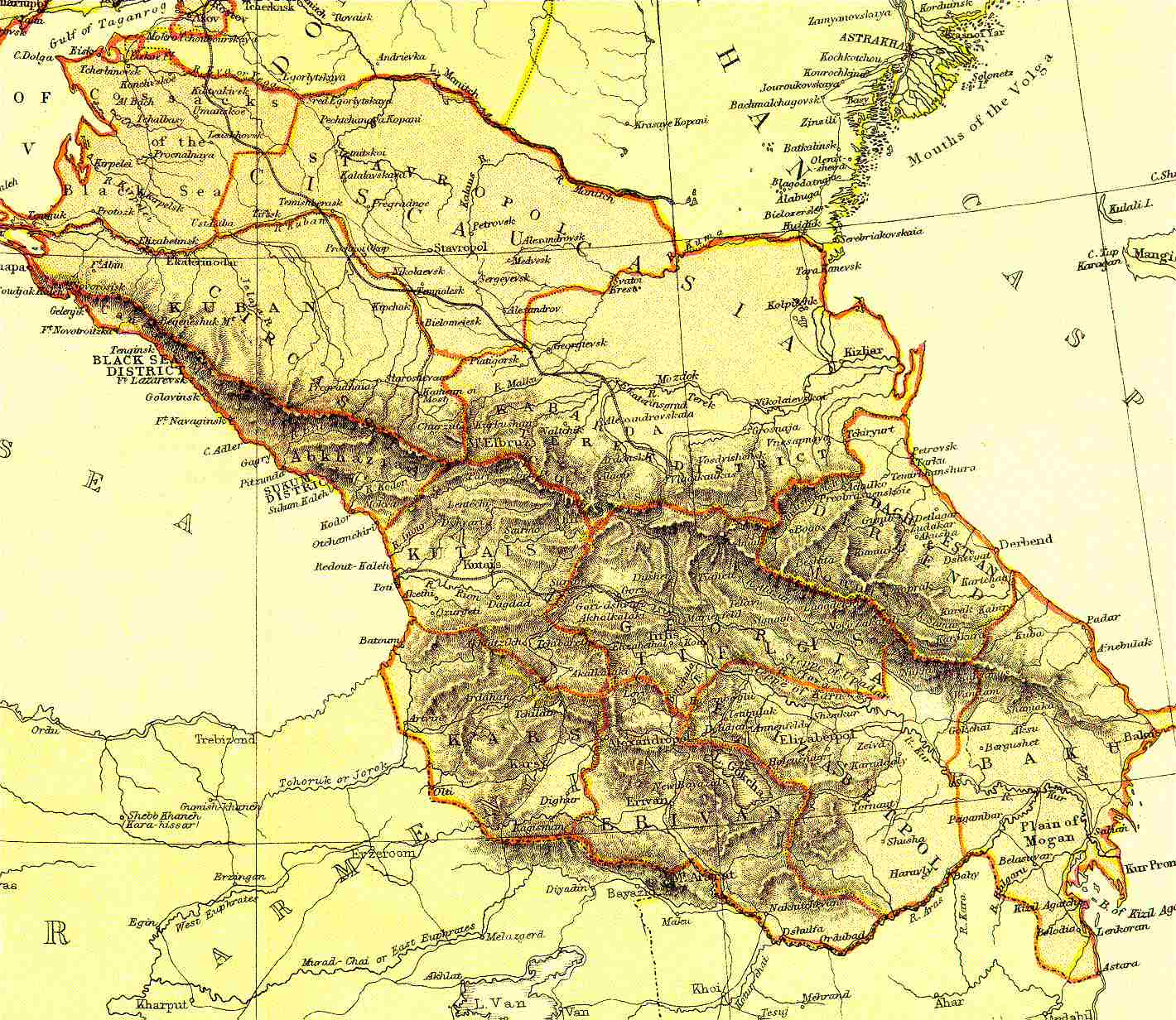
El Cáucaso en el Imperio ruso.

República Democrática de Georgia.

Georgia fue incorporada a la República Socialista Federativa Soviética de Transcaucasia (RSFST) que abarcaba Armenia, Azerbaiyán, y Georgia.[cita requerida]
El gobierno soviético forzó a Georgia a ceder varias provincias georgianas históricas a Turquía (la provincia de Tao-Klardsheti y parte de la provincia de Batumi), a Azerbaiyán (la provincia de Ereti/Sainguilo), a Armenia (la región de Lore) y a Rusia (la esquina noreste de Khevi, en Georgia oriental).
El mandato soviético fue muy duro al finalizar la guerra civil: procesaron a todos los activistas anticomunistas entre 1921 y 1924. Se hizo bajo Stalin y su jefe georgiano de policía secreta, Lavrenti Beria, en 1935-1938, 1942 y 1945-1951. En 1936 la RSFST fue disuelta y Georgia se convirtió en la República Socialista Soviética de Georgia. 
Alcanzar los campos petrolíferos del Cáucaso, ubicados parte de ellos en la RSS de Georgia, era uno de los objetivos principales de Hitler al invadir la Unión Soviética en junio de 1941, pero los ejércitos de las potencias del eje no consiguieron llegar hasta Georgia. La RSS de Georgia contribuyó con casi 700 000 combatientes al Ejército Rojo —350 000 murieron— y era una fuente vital de textiles y de municiones. El acertado llamamiento de Stalin a la unidad patriótica eclipsó el nacionalismo georgiano durante la guerra, y lo difundió en los siguientes años. 
La política de Nikita Jrushchov de desestalinización fue seguida por una crítica general del pueblo y de la cultura georgiana en su conjunto. El 9 de marzo de 1956, centenares de estudiantes georgianos fueron asesinados cuando demostraron disgusto contra Jrushchov. El programa de descentralización introducido por Jrushchov a mediados de los años 50 pronto fue explotado por los funcionarios del partido comunista georgiano para construir su propia base regional de poder. Una economía próspera de la sombra del capitalismo emergió junto a la economía propiedad oficial del gobierno, haciendo a Georgia una de las repúblicas soviéticas más económicamente posible acertadas pero desafortunadamente también aumentando grandemente la corrupción. Aunque la corrupción era apenas desconocida en la Unión Soviética, llegó a ser tan extensa y evidente en Georgia que vino ser una vergüenza para las autoridades en Moscú. El ministro interior de la RSS de Georgia entre 1964 y 1972, Eduard Shevardnadze, ganó una reputación como combatiente de la corrupción y dirigió el retiro de Vasil Mzhavanadze la primera secretaría corrupta del partido comunista georgiano. Shevardnadze ascendió al puesto de la primera secretaría con las bendiciones de Moscú. Él era un gobierno eficaz y capaz en Georgia a partir de 1972 a 1985 mejorando la economía oficial y despidiendo a centenares de funcionarios corruptos. 
El poder soviético y el nacionalismo georgiano chocaron en 1978 en que Moscú pidió la revisión del estado constitucional de la lengua georgiana como lengua oficial del estado de Georgia. Cediendo a la presión de manifestaciones masivas en la calle el 14 de abril de 1978, Moscú aprobó el restablecimiento de Shevardnadze de la garantía constitucional el mismo año. El 14 de abril fue establecido como día de la lengua georgiana. 
El nombramiento de Shevardnadze como Ministro de Asuntos Exteriores en 1985 lo hizo ser sustituido como líder georgiano por Yumber Patiashvili, un conservador y el comunista generalmente ineficaz, hizo frente mal a los desafíos de la Perestroika. Hacia el final de la década de los 80 había choques cada vez más violentos entre las autoridades comunistas, el movimiento nacionalista georgiano renaciente y los movimientos nacionalistas en las regiones pobladas por minorías de Georgia (notablemente en Osetia del Sur). El 9 de abril de 1989 utilizaron a las tropas soviéticas para disolver una manifestación pacífica ante el edificio del gobierno en Tiflis. Veinte georgianos fueron asesinados y centenares resultaron heridos e intoxicados. El acontecimiento radicalizó la política georgiana, incitando a muchos, incluso algunos comunistas georgianos, a llegar a la conclusión que la independencia era preferible a la continuación del mandato soviético.

## Política
Al igual que en las demás repúblicas de la Unión Soviética, Georgia tenía un gobierno en el marco de una república socialista de partido único gobernada por la rama regional del Partido Comunista de la Unión Soviética conocida como Partido Comunista de la República Socialista Soviética de Georgia, dirigida por un Primer Secretario, y que tenía una importante presencia en todos los órganos de gobierno, política y sociedad. El poder legislativo consistía en el Sóviet Supremo, el cual era el parlamento unicameral de la república encabezada por un presidente, y con sede en el edificio del Sóviet Supremo en Tiflis. El Presidente del Consejo de Ministros por otro lado dirigía al poder ejecutivo.

## Subdivisión administrativa

### Repúblicas autónomas
| Nombre          | Capital | Superficie (miles de km²) | Población (miles de hab.) |
| --------------- | ------- | ------------------------- | ------------------------- |
| RASS de Abjasia | Sujum   |                           |                           |
| RASS de Ayaria  | Batumi  |                           |                           |

### Óblasts
| Nombre                                                  | Capital                                                 | Superficie (miles de km²)                               | Población (miles de hab.)                               |
| Óblasts desaparecidos antes de la disolución de la URSS | Óblasts desaparecidos antes de la disolución de la URSS | Óblasts desaparecidos antes de la disolución de la URSS | Óblasts desaparecidos antes de la disolución de la URSS |
| ------------------------------------------------------- | ------------------------------------------------------- | ------------------------------------------------------- | ------------------------------------------------------- |
| Óblast de Kutaisi (1951-1953)                           | Kutaisi                                                 |                                                         |                                                         |
| Óblast de Tiflis (1951-1953)                            | Tiflis                                                  |                                                         |                                                         |

### Óblasts autónomos
| Nombre                            | Capital   | Superficie (miles de km²) | Población (miles de hab.) |
| --------------------------------- | --------- | ------------------------- | ------------------------- |
| Óblast Autónomo de Osetia del Sur | Tsjinvali | 3,9                       | 99                        |

## Economía
La RSS de Georgia era considerada como una de las repúblicas con las mejores condiciones de vida. Los observadores occidentales llamaron a la república la "Suiza del Cáucaso". El clima subtropical hizo la cosecha más rica posible para los productos agrícolas. Georgia estaba en la Unión Soviética como la propietaria casi exclusiva de la producción de cítricos y la industria del té. La superficie de la viticultura se levantó entre 1950 y 1985 de 58 000 a 128 000 hectáreas. La producción de vino anual ascendió en la década de los años 1980 a 800 000 toneladas. En el oeste de la RSS de Georgia fueron criados los ganados vacunos y en el este los ovinos. El turismo prosperó en la costa. En las montañas, los hogares y los sanatorios atrajeron el turismo de las fiestas. Los lugares bien conocidos de los días de fiesta eran Sujumi, Gagra, Pitsunda, Borzhomi y Bakuriani después de la Segunda Guerra Mundial, la industria pesada y de armamentos se amplió. 

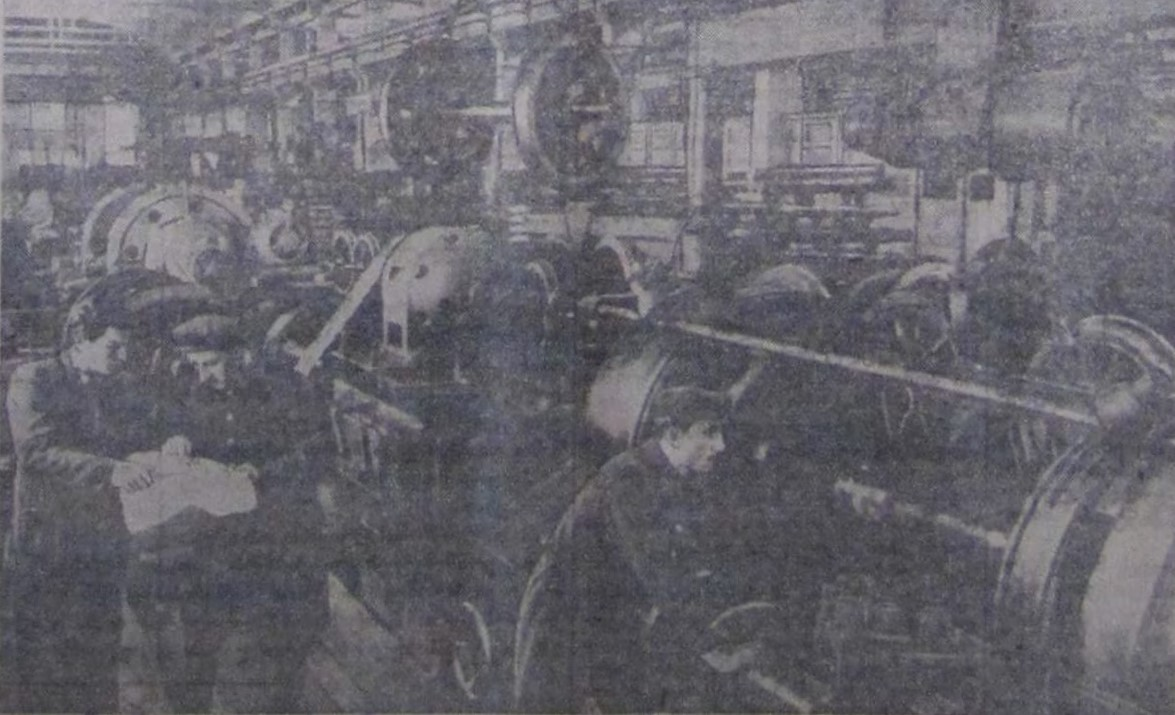
Trabajadores georgianos trabajando en una fábrica.

Una característica especial de la economía georgiana era que la mitad de la producción agrícola era privada. 70% de la cosecha era gubernamental y del 30% total de la cosecha de los cítricos fueron equipados por el sector no gubernamental. La productividad del sector privado puso siempre claramente el excedente que de las empresas nacionales. Las indicaciones exteriores eran una densidad creciente de los vehículos de motor privados en Georgia y la actividad intensiva del recorrido de los granjeros georgianos, que llevaron sus mercancías en aeroplano de los mercados de las ciudades grandes rusas.

### Industria
Sus ramas principales eran industria metalurgia, maquinaria, electrónica, química, alimenticia. Entre los productos industriales más importantes se encontraban: el hierro, acero, camiones de carga, computadoras, aviones, hidroaviones e instrumentos para la navegación cósmica. Las cosechadoras de té, tractores para las montañas y muchos mecanismos para los viñedos y plantaciones de tabaco, eran fabricados solamente en Georgia. 

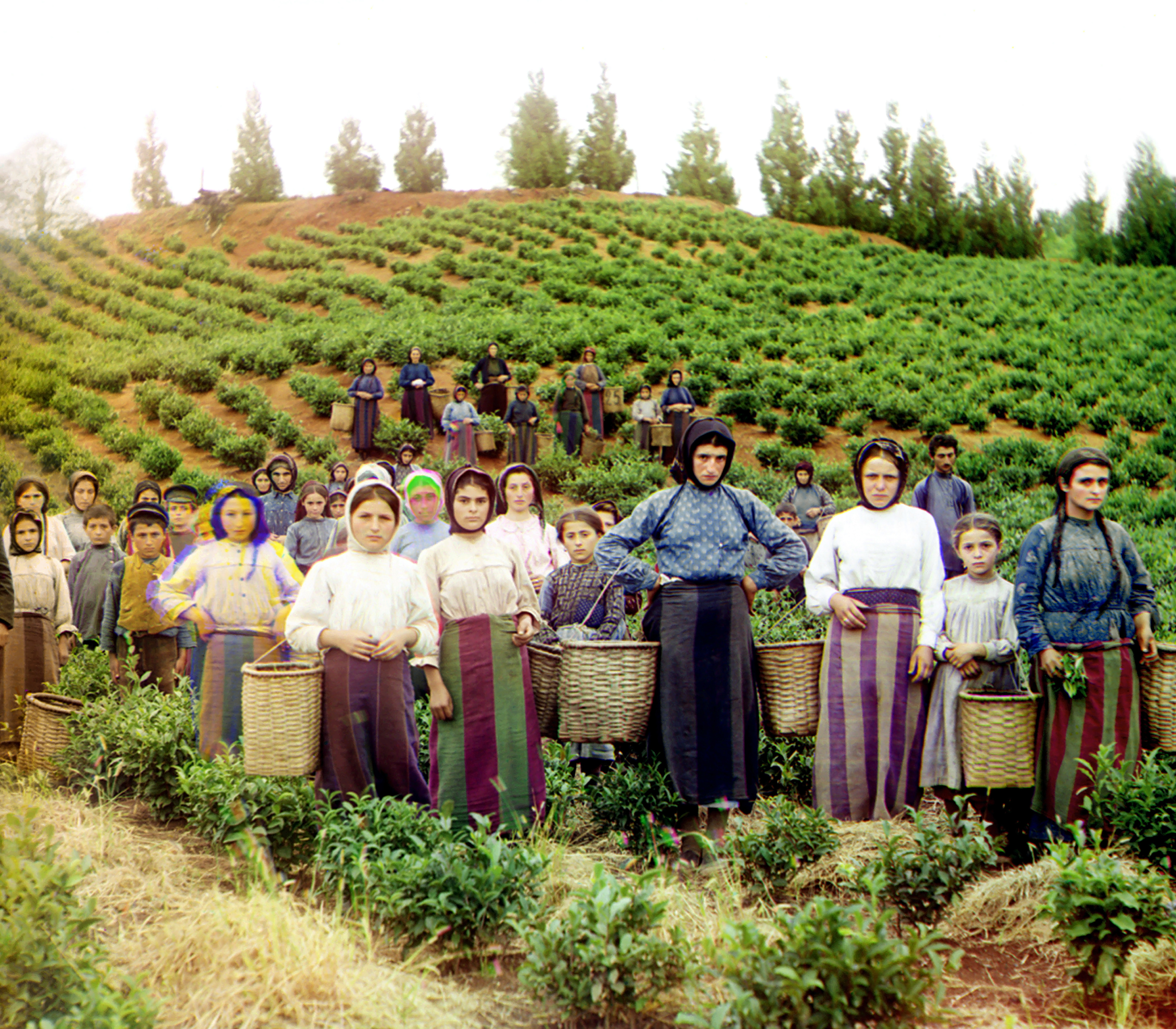
Georgianos de origen griego, agricultores de té en Ayaria. Foto de Serguéi Prokudin-Gorski.

En el extranjero hubo gran demanda las locomotoras para las minas y los tubos para oleoductos que producía la república.

### Agricultura
El agro es muy fructífero; la república recibía altos ingresos gracias a los precios de venta artificialmente elevados de los productos agrícolas. En Georgia crece el 98 por ciento de té, gran parte de las uvas y casi la totalidad de cítricos en la Unión Soviética. 
Las vides de la llanura de Alazán están protegidas con un servicio especial contra el granizo. Para evitar el peligro, varias instalaciones de cohetes disparan reactivos a nubes que se hallan en las alturas hasta 8 mil metros.

### Ciencia
Los investigadores georgianos son conocidos ante todo por sus trabajos en matemáticas, mecánica, astrofísica, fisiología y orientalismo. En la década de los ochenta, se dedicaban también a la cibernética, microbiología, ingeniería genética y electrónica. Xenia Bajtadze, científica de renombre mundial, dedicó 50 años de su vida, a la adaptación del té chino a las condiciones climáticas georgianas. Bajtadze seleccionó ocho nuevas variedades de té soviético. 
En Sujumi, la capital de Abjasia, funcionaban dos centros científicos de importancia nacional: el vivero de monos, donde los animales eran preparados para los vuelos cósmicos y el jardín botánico que poseía una gran colección de plantas raras de todo el mundo. En la capital de Adjaria, Batumi, hay un delfinario también muy conocido.

## Geografía

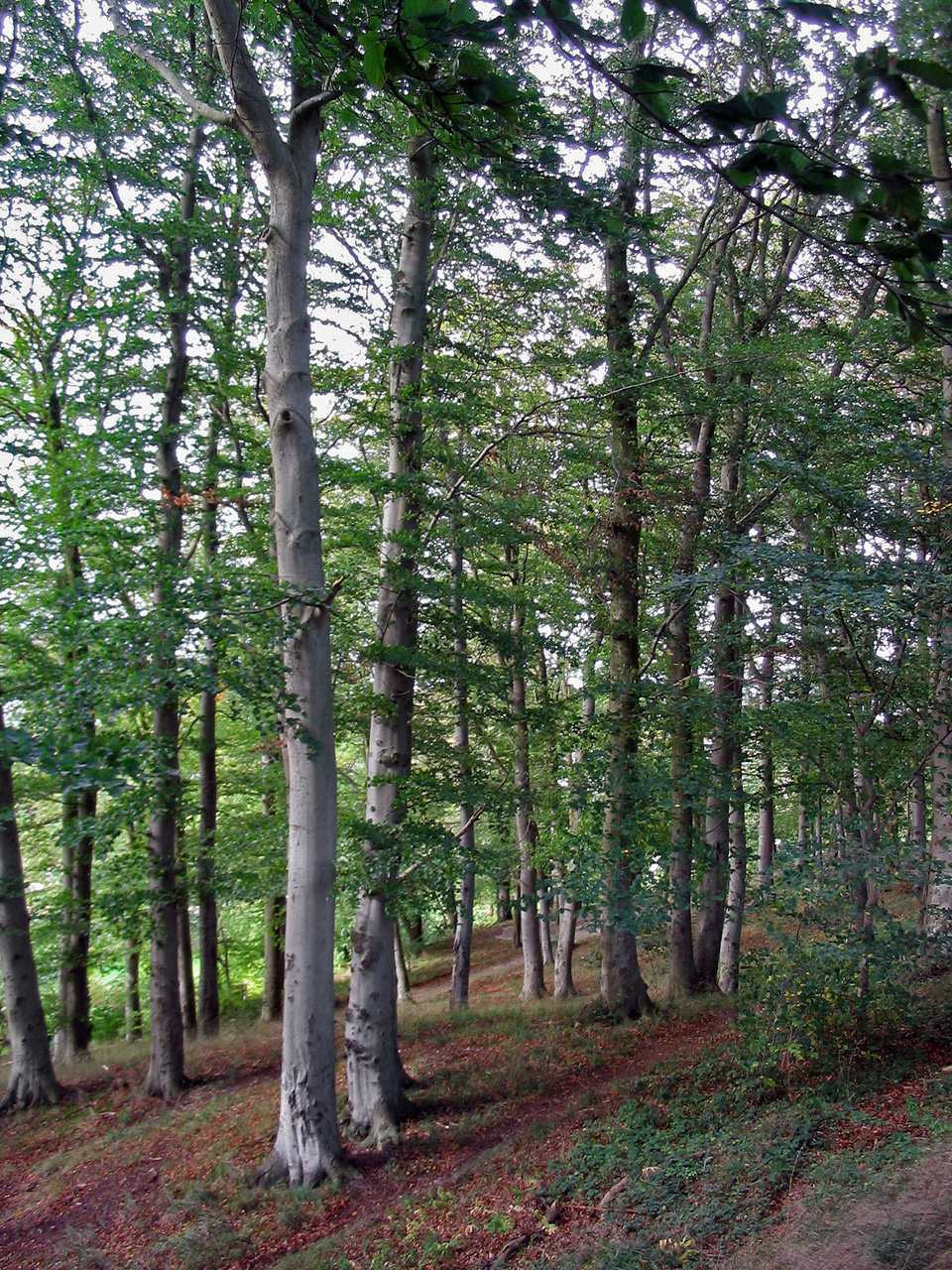
Árbol de hayas georgiano

El paisaje georgiano está compuesto por montañas cubiertas de nieves perpetuas, ríos, espesos bosques y fértiles llanuras. Bosques de robles, hayas, laureles, nogales y castaños ocupan la tercera parte del territorio.
El subsuelo de la república es rico en carbón, manganeso, metales no ferrosos, aguas minerales y lodos curativos.

## Cultura
Los georgianos cuidaban mucho su acervo: creaciones en su lengua natal, surgida en el siglo III antes de nuestra era y sus monumentos arquitectónicos del Medioevo. También valoraban el legado de la cultura mundial. Un ejemplo de ello es su respeto tanto al genio de Shakespeare, como también al poeta georgiano medieval Shota Rustaveli, quien dio al mundo “El Caballero de la Piel de Tigre”.
Según la opinión de los críticos ingleses, el Teatro Rustaveli de Georgia puso en escena “Ricardo III”, mejor que los propios ingleses. El compositor Revas Gabichvadze encarnó la novela de Víctor Hugo “El Hombre que ríe” en ballet.
Muchos intelectuales georgianos gozan de gran popularidad. El cantante Paata Burchuladze está reconocido como uno de los mejores bajos del mundo. La bailarina Ninó Ananiashvili fue aclamada en París.
Los estudios cinematográficos “Gruzia Film” son uno de los más importantes del país. La primera película georgiana fue rodada en 1913. La cinta “Arrepentimiento” de Tegüiz Abuladze obtuvo uno de los principales premios del Festival de Cine de Cannes en 1987, por encargo de la Televisión Española “Gruzia Film” rodó una serie sobre Don Quijote en 1988 en España.

### Deportes
El artista más popular de Georgia es Koté Majaradze, lo cual se debe no solo a sus actuaciones en el teatro, sino también a sus apasionados reportajes sobre los encuentros de fútbol del equipo “Dínamo” de Tiflis, que en dos ocasiones fue campeón del país y que conquistó la recopa europea.